# خدانگهدار لالایی
خدانگهدار لالایی (به انگلیسی: Goodbye Lullaby) چهارمین آلبوم استودویی خواننده-ترانه‌نویس کانادایی آوریل لوین می‌باشد. این آلبوم در ۲ مارس ۲۰۱۱ توسط شرکت آر سی ای به بازار عرضه شد. ضبط این آلبوم از نوامبر ۲۰۰۸ آغاز شد و تا دو سال ادامه یافت. دراین آلبوم که یکی از متفاوت‌ترین آلبوم‌های آوریل لاوین محسوب می‌شود از سازهای پیانو و گیتار بیشتر از همیشه استفاده شده‌است. همچنین نیمی از آهنگ‌های این آلبوم توسط خود آوریل لاوین نوشته شده‌است. تا کنون حدود 2 میلیون کپی در سراسر دنیا خریداری شده است. این آلبوم در جدول ایالات متحده امریکا رتبه 4 را از آن خود کرد، همسر اول اوریل لوین در این آلبوم همکاری داشته است. این آلبوم شامل 3 تک آهنگ به نام های : چه جهنمی ( What the hell) کاش اینجا بودی (Wish you were here) و لبخند (Smile) است. 

## فهرست ترانه‌ها[۱][۲]
| شماره | نام                 | پانویس   | مدت‌زمان |
| ----- | ------------------- | -------- | ------- |
| ۱     | بلک استار           | [ پ ۱ ]  | ۱:۳۴    |
| ۲     | چه جهنم             | [ پ ۲ ]  | ۳:۴۰    |
| ۳     | هل دادن             | [ پ ۳ ]  | ۳:۰۱    |
| ۴     | کاش اینجا بودی      | [ پ ۴ ]  | ۳:۴۵    |
| ۵     | لبخند               | [ پ ۵ ]  | ۳:۲۹    |
| ۶     | اون جا نایست        | [ پ ۶ ]  | ۳:۲۷    |
| ۷     | دوستت دارم          | [ پ ۷ ]  | ۴:۰۱    |
| ۸     | هر کسی آزار می‌رساند | [ پ ۸ ]  | ۳:۴۱    |
| ۹     | کافی نیست           | [ پ ۹ ]  | ۴:۱۸    |
| ۱۰    | واقعی               | [ پ ۱۰ ] | ۳:۲۸    |
| ۱۱    | عزیزم               | [ پ ۱۱ ] | ۳:۵۰    |
| ۱۲    | بیاد بیار هنگامی که | [ پ ۱۲ ] | ۳:۲۹    |
| ۱۳    | خداحافظ             | [ پ ۱۳ ] | ۵:۲۹    |
| ۱۴    | آلیس                | [ پ ۱۴ ] | ۴:۵۹    |

## برابرهای انگلیسی
1. ↑  Black Star
2. ↑  What the Hell
3. ↑  Push
4. ↑  Wish You Were Here
5. ↑  Smile
6. ↑  Stop Standing There
7. ↑  I Love You
8. ↑  Everybody Hurts
9. ↑  Not Enough
10. ↑  4 Real
11. ↑  Darlin
12. ↑  Remember When
13. ↑  Goodbye
14. ↑  Alice